# Student Academy Awards

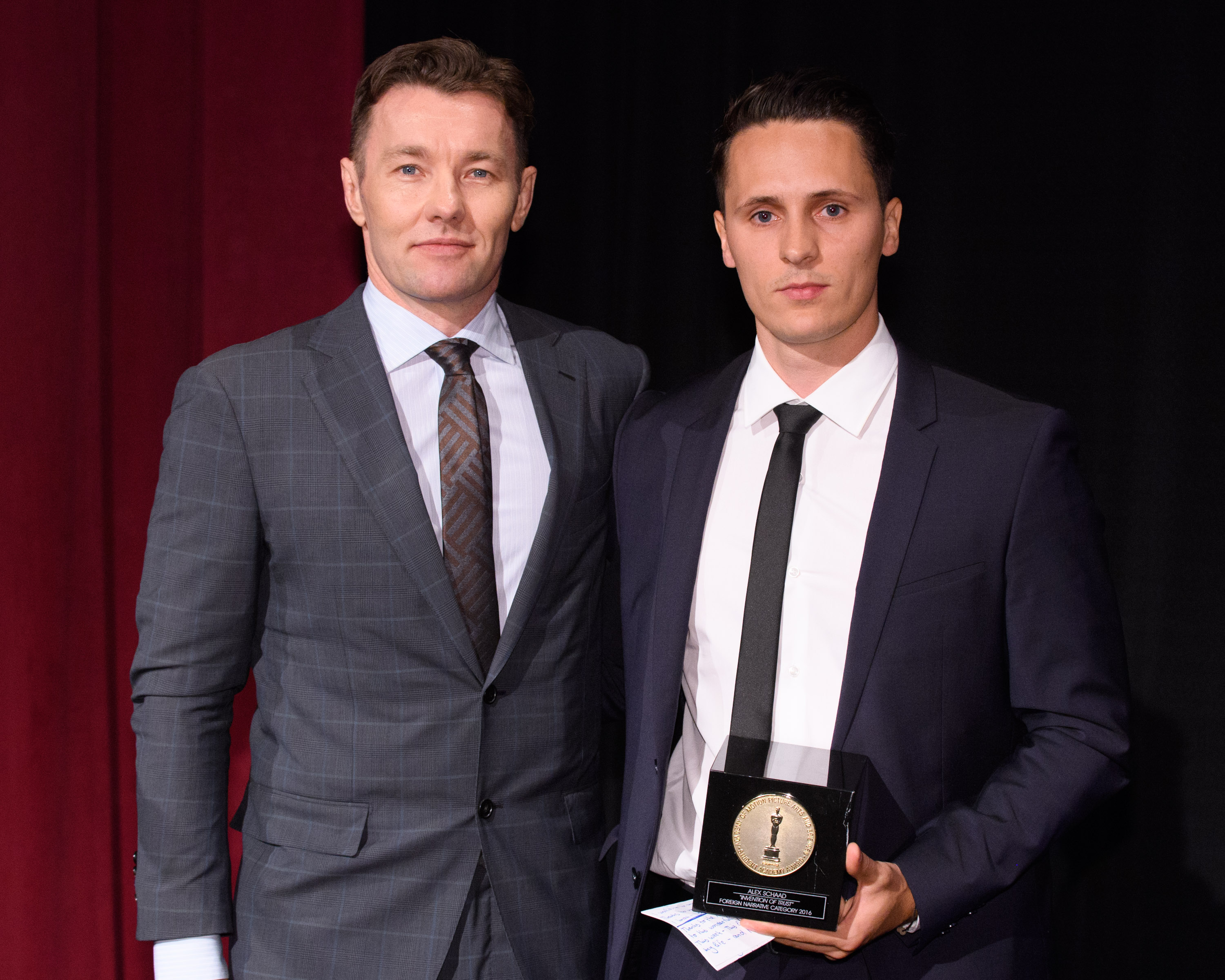
Der deutsche Preisträger in Gold Alex Schaad (rechts) mit Joel Edgerton bei der Verleihung der 43rd Annual Student Academy Awards im Jahr 2016

Die Student Academy Awards (umgangssprachlich auch als Studentenoscar bezeichnet) sind eine Preisverleihung der Academy of Motion Picture Arts and Sciences an filmschaffende Studenten, hauptsächlich in den Vereinigten Staaten. Die Preisverleihung hieß ursprünglich Student Film Awards und wurde zuerst 1973 verliehen. Seit 1975 findet sie jährlich statt. Die heutige Bezeichnung wurde 1991 eingeführt.
Es werden Preise in vier Kategorien vergeben: Experimentalfilm, Animation, Dokumentarfilm und Spielfilm. Es wird jeweils ein Preis in Gold, Silber und Bronze verliehen. Seit 1981 wird ein eigener Preis für die beste ausländische Arbeit vergeben. Im Jahr 2022 wurden die Auszeichnungen erstmals nicht getrennt nach US-amerikanischen und internationalen Produktionen vergeben.
Einige Preisträger wurden sehr bekannt, dazu gehören: Robert Zemeckis, Bob Saget, Spike Lee, Trey Parker und John Lasseter. Auch wurden einige der Filme für die eigentliche Oscarverleihung, in der Kategorie Kurzfilm, nominiert, z. B. Chicks in White Satin, The Janitor, Karl Hess: Toward Liberty, The Lunch Date, 9 (später vom Regisseur unter gleichem Titel neu verfilmt), Quiero ser, Die rote Jacke und Der Ausreißer.

## Deutschsprachige Preisträger
- 1988: Schmetterlinge von Wolfgang Becker
- 1994: Abgeschminkt! von Katja von Garnier
- 1997: Ein einfacher Auftrag von Raymond Boy, Buch: Oliver Pautsch
- 1998: Rochade von Thorsten Schmidt
- 1999: Kleingeld von Marc-Andreas Bochert (2000 nominiert für den Oscar – Kategorie Kurzfilm)
- 2000: Quiero ser – Gestohlene Träume von Florian Gallenberger (2001 Oscargewinn – Kategorie Kurzfilm)
- 2001: Warmth von Michael Schaerer (Gold)
- 2003: Die rote Jacke von Florian Baxmeyer (2004 nominiert für den Oscar – Kategorie Kurzfilm)
- 2005: Der Ausreißer von Ulrike Grote
- 2007: Nimmermeer von Toke Constantin Hebbeln
- 2008: Auf der Strecke von Reto Caffi (2009 nominiert für den Oscar – Kategorie Kurzfilm)
- 2011: Raju von Max Zähle (Bronze) (2012 nominiert für den Oscar – Kategorie Kurzfilm)
- 2012: Von Hunden und Pferden von Thomas Stuber
- 2012: Die Schaukel des Sargmachers von Elmar Imanov
- 2013: Parvaneh von Talkhon Hamzavi (2015 nominiert für den Oscar – Kategorie Kurzfilm)
- 2014: Nocebo von Lennart Ruff
- 2014: Border Patrol von Peter Baumann
- 2015: Sadakat von Ilker Çatak, Erledigung einer Sache von Dustin Loose und Alles wird gut von Patrick Vollrath
- 2016: Kategorie Ausländischer Spielfilm:

Gold: Invention of Trust von Alex Schaad
Silber: Am Ende der Wald von Felix Ahrens
- 2017[2]

Gold: Watu Wote – All of us von Katja Benrath – Narrative (International Film Schools)
Gold: Galamsey von Johannes Preuss – Documentary (International Film Schools)
- 2021

Gold: Tala’vision von Murad Abu Eisheh – Narrative (International Film Schools)
Silber: Adisa von Simon Denda – Narrative (International Film Schools)
- 2022

Gold: "Almost Home" von Nils Keller (Hochschule für Fernsehen und Film München (HFF))
Silber: "Eigenheim" von Welf Reinhart (Hochschule für Fernsehen und Film München (HFF))
Silber: "Laika & Nemo" von Jan Gadermann, Sebastian Gadow (Filmuniversität Babelsberg Konrad Wolf) Kategorie "Animation"
- 2023

Gold: Die unsichtbare Grenze von Mark Gerstorfer (Wiener Filmakademie)
Bronze: Istina von Tamara Denić (Hamburg Media School)